# Hans Joachim Apffelstaedt
Hanns Joachim Apffelstaedt, modernisiert: Hans, (* 10. Juli 1902 in Münster; seit Oktober 1944 vermisst in Litauen) war Kunsthistoriker und nationalsozialistischer Leiter der Kulturabteilung der rheinischen Provinzialverwaltung.

## Leben
Apffelstaedt, Sohn des kunstbeflissenen Gründungsdirektors der Universitätszahnklinik in Münster, Max Apffelstaedt (1863–1950), studierte an den Universitäten Münster, München, Wien und Marburg, wo er am 29. Juni 1933 mit einer Arbeit über „Die Skulpturen der Überwasserkirche zu Münster i. W.“ bei Richard Hamann promoviert wurde. Seit 1923 gehörte er, wie bereits sein Vater, der Münsterer Burschenschaft Franconia an.
Apffelstaedt trat der NSDAP 1927 bei (Mitgliedsnummer 53.424). Seit dem 1. September 1933 fungierte er als wissenschaftlicher Hilfsarbeiter in der Kulturabteilung der rheinischen Provinzialverwaltung, deren Leitung er am 4. Dezember 1934 übernahm. Am 1. April 1934 wurde er Landesverwaltungsrat, am 10. August 1935 Landesrat.
Apffelstaedt verfolgte ambitionierte kultur- und wissenschaftspolitische Pläne, insbesondere auf dem Gebiet der Archäologie, deren Umgestaltung im nationalsozialistischen, „germanischen“ Geist gegenüber der traditionell im Vordergrund stehenden römischen Provinzialarchäologie er jedoch gegen die vom Amt Rosenberg verfolgten Absichten zu verhindern versuchte. Auch in anderen Bereichen, v. a. im Spektrum der rheinischen Museumslandschaft, versuchte er entsprechende ideologische Grundsätze durchzusetzen. Wiewohl radikaler Nationalsozialist mit besten Verbindungen zu den Spitzen der SS bzw. zum „SS-Ahnenerbe“, kultivierte er den Stil eines intellektuellen Nationalsozialisten, der sich von der Planlosigkeit und Plumpheit anderweitiger kulturpolitischer Initiativen der Nationalsozialisten unterscheiden wollte. Dem amtierenden Landeshauptmann an der Spitze der rheinischen Provinzialverwaltung, Heinrich Haake, der über keinerlei kulturelle Befähigung verfügte, galt Apffelstaedt daher als geeigneter Mann zur Nazifizierung der rheinischen Kulturpolitik.
Im April 1943 wurde Apffelstaedt zur Wehrmacht eingezogen. Er kam zunächst nach Norwegen, seit August 1944 an die Front nach Litauen. Dort fiel er Ende Juli im Umkreis von Olita, angeblich als er beim Rückzug seiner Kompanie bei einem verwundeten Kameraden verblieb.

## Veröffentlichungen
- Die Skulpturen der Überwasserkirche und ihre Meister. In: Marburger Jahrbuch für Kunstwissenschaft, 8/9, 1936, S. 391–470.
- Rede des Abteilungsdirigenten des Kulturdezernats de Rheinischen Provinzialverwaltung zur feierlichen Wiedereröffnung des Rheinischen Landesmuseums in Bonn am 26. April 1936. In: Rheinischer Verein für Denkmalpflege und Heimatschutz. 28, 1936, S. 7–40.

## Ehrungen
- Karl F. Chudoba verlieh ihm als SA-Oberführer und Landesrat am 30. Januar 1941 die akademischen Ehrenbürgerrechte der Universität Bonn.